# الدوري الإنجليزي لكرة القدم 2014–2015
الدوري الإنجليزي لكرة القدم 2014–2015 (بالإنجليزية: 2014–15 Football League)‏ هو موسم من دوري كرة القدم الإنجليزي. فاز فيه نادي بورنموث.